# Leptocerus moselyi
Leptocerus moselyi är en nattsländeart som först beskrevs av Martynov 1935.  Leptocerus moselyi ingår i släktet Leptocerus och familjen långhornssländor. Inga underarter finns listade i Catalogue of Life.